# Mala Peatîhirka, Andrușivka
Mala Peatîhirka (în ucraineană Мала П`ятигірка) este o comună în raionul Andrușivka, regiunea Jîtomîr, Ucraina, formată numai din satul de reședință.

## Demografie
Componența lingvistică a satului Mala Peatîhirka
     Ucraineană (98,48%)
     Rusă (1,52%)
Conform recensământului din 2001, majoritatea populației satului Mala Peatîhirka era vorbitoare de ucraineană (98,48%), existând în minoritate și vorbitori de rusă (1,52%).